# Psilanderaffæren
Psilanderaffæren var en episode, der indtraf i Skálafjørður nær Tórshavn på Færøerne under 2. verdenskrig den 20. juni 1940, hvor de fire svenske destroyere (jagere) HMS Psilander (18), HMS Puke (19), HMS Romulus (27) og HMS Remus (28) blev tilbageholdt af Royal Navy. På dette tidspunkt var Danmark besat af Tyskland og England havde besat Færøerne. Tilbageholdelsen fandt sted, da briterne frygtede, at Tysklands Kriegsmarine ville beslaglægge dem og tage dem i tysk tjeneste, når de forlod Nordsøen.
At svenske jagere overhovedet befandt sig ved Færøerne på et for briterne ganske kritisk tidspunkt i krigen beroede på Sveriges akutte behov for moderne krigsmateriel, der opstod ved krigens udbrud i september 1939. Italien var et af de få lande, som kunne sælge det ønskede materiel, og et hurtigt salg af fire jagere blev gennemført. Fartøjerne blev klargjort i La Spezia i marts og april 1940. Efter en lang og dramatisk hjemrejse, forsinket af blandt andet pludseligt opståede defekter og besværligheder med at skaffe brændstof, havnede jagerne sammen med passagerskibet Patricia og tankeren Castor ved Færøerne, da kamphandlingerne i Vesteuropa fik flådestyrken til at undgå sejladsen gennem den engelske kanal.
Cirka en uge senere fik Sverige efter intensive diplomatiske forhandlinger frigivet skibene, og de kunne efterfølgende sejle til Gøteborg. Eftersom jagerstyrkens chef, kommandørkaptajn Torsten Hagman havde overgivet et bevæbnet svensk orlogsfartøj til en fremmed magt uden kamp, blev han frataget sin kommando, og han blev indkaldt til indledende forhør ved krigsretten ved Västkustens marinkommando. Da sagen ikke gik videre til rettergang, fik Hagman hverken rettens vurdering eller offentlig oprejsning for rigtigheden i sin beslutning.

## Baggrund
Ved 2. verdenskrigs udbrud opstod der et akut behov for at forstærke det svenske forsvar med nyt krigsmateriel. I december 1939 nedsatte Gustav 5. en kommission, der havde til opgave at indkøbe torpedoer og motorer til torpedobåde og sidenhen også jagere, motortorpedobåde og muligvis også krydsere. Kommissionen bestod af reservemarineingeniør af 1. grad Holger Graffman, flådekaptajnerne Johan Gabriel Oxenstierna og Henning Hammargren, den senere marineattaché, samt marineingeniør Samzelius.

### Indkøbet
Det var med modvilje fra svensk side, at man måtte indvilge i købet af to italienske jagere af Sella-klassen. Disse var søsat i 1926 og havde i svenske øjne for længst overstået deres levetid, allerede inden de ville blive taget i brug af Sverige. Det italienske tilbud var dog to Sella- og to Spica-3-klasse destroyere eller intet. Den sidstnævnte klasse blev søsat i 1934 og var betydeligt mere moderne. Den 21. januar 1940 indgik man en kontrakt om køb af fire jagere, fire motortorpedobåde med mere. De fire motortorpedobåde af MAS-klassen, der i Sverige fik benævnelserne T11-T14, blev fragtet hjem på M/S Boreland fra La Spezia til Gøteborg i marts 1940. Sverige købte desuden yderligere krigsmateriel for sammenlagt 250 millioner svenske kroner. I alt rullede mellem 700 og 800 godsvogne ud på jernbanen fra Italien til Sverige med krigsmateriel; søminer, torpedoer, ammunition, reservedele og sigtemidler til kanoner. Senere i foråret 1940 indkøbte man 216 flyvemaskiner, blandt andet kampflyene Fiat CR.42 (J11) og Reggiane Re.2000 (J20) samtbombe- og observationsflyene Caproni Ca.313 (B16). Desuden købte man et stort antal flymotorer og maskingeværsammunition.

### Besætningernes rejse til Italien
Statsminister Per Albin Hansson stod personligt bag udnævnelsen af kommandørkaptajn af 2. grad Torsten Hagman, til chef for flådestyrken. Hagman havde været adjudant for Per-Albin Hansson, da denne var forsvarsminister i 1920'erne.
Svenska Lloyds passagerskib Patricia blev kontraheret og hurtigt konverteret til hjælpekrydser i flåden. Fartøjet blev udrustet med en 12 centimeter kanon og to 8 mm maskingeværer. Skibet førte orlogsflag og blev efter hjemkomsten benyttet som en tender for flådens stigende antal undervandsbåde. De fire jagerbesætninger, i alt 450 mand, entrede Patricia og dennes besætning på 36 og påbegyndte rejsen mod La Spezia den 4. marts 1940. Jagerbesætningerne var i stort omfang fra de indefrosne jagere HMS Sigurd (21), HMS Ragnar (22), samt HMS Vidar (23) og HMS Wale (3),. Da Gøteborg var indefrosset af en halv meter tyk is, fik Patricia isbryderhjælp til at komme ud i Skagerrak. Uden nævneværdige episoder anløb Patricia La Spezia den 19 marts.

### Klargøring og prøvesejlads
Den 27. marts nedhaledes det italienske orlogsflag på destroyerne Bettino Ricasoli,Giovanni Nicotera, Spica og Astore og efterfølgende blev det svenske orlogsflag hejst på HMS Puke (19), HMS Psilander (18), HMS Romulus (27) og HMS Remus (28), som skibene var blevet navngivet. Oprindeligt var de to sidstnævnte tænkt at skulle navngivesMode og Magne, men den italienske flådestab lod forstå, at et par af skibene burde få et navn, der skulle tjene som et minde om deres oprindelsesland. Navneændringen sikrede et relativt gnidningsløst samarbejde. Under prøvesejladserne blev skibenes hovedmaskineri testet ud for La Spezia,artilleri og torpedoer blev prøveskudt, tågeanlægget blev afprøvet og flere andre tests blev foretaget.

#### Dødsulykke
For besætningerne fandtes der åbenlyse ricisi ved prøvesejladserne og justering af maskineri og materiel. En dødsulykke indtraf, da 1. telegrafist, korporalen Erik Larsson, arbejdede med fejlsøgning på radiostationen på Romulus den 4. april sammen med 2. telegrafisten Tage Sundgren. Da Larsson ville undersøge en kontakt på radiosenderens bagside, kom han i kontakt med højspænding. Brandskadet i venstre hånd kom han frem fra senderens bagside og faldt sammen på gulvet af radiostationen. Genoplivningsforsøg var forgæves og på militærhospitalet blev Larsson erklæret død. En mindeceremoni blev afholdt to dage senere med svensk og italiensk deltagelse. Larssons urne blev fragtet hjem til Sverige på Patricia, så han kunne blive begravet i sit hjemland.
Under prøvesejladserne og justeringerne fik besætningsmedlemmerne forskellige oplevelser af den italienske kultur.
| Citat                                      | Garderobelågerne var udstyret med spejle og fyldte hele indersiden. I dem kunne man spejle sig til begge sider og se sig i helfigur. For de modebevidste italienske officerer var det en selvfølge, at man havde mandshøje spejle. | Citat |
| Fændrik John Rumenius, 3. officer på Remus | |       |

| Citat                              | Italienerne er et syngende folk. Tiden for afgangen fra La Spezia nærmede sig og det sidste malerarbejde på skibets yderside skulle færdiggøres. Maleren var glad, og så synger man jo. Ikke stille for sig selv, uden at bruge sine lungers fulde kraft. Sjældent har jeg hørt "O sole mio" lyde så smukt. Kan du forestille dig en arbejder på orlogsværftet i Karlskrona er glad og synger under arbejdet? Det kan jeg i hvert fald ikke. | Citat |
| Erik Persson, fyrbøder påPsilander | |       |

### Hjemrejsen påbegyndes
Udrustningsarbejdet og prøvesejladserne blev afsluttet den 13. april. Det italienske marineministerium havde tidligere givet tilladelse til en prøvesejlads til Tripoli og retur, men den tyske invasion af Danmark og Norge den 9. april umuliggjorde dette., så man besluttede, at jagerne snarest muligt skulle forlade Italien. På første del af rejsen medsejlede desuden to italienske marineingeniører og syv maskinsergenter for at afhjælpe havarier på maskinen.
I Rom forsøgte den svenske marineattaché at få de britiske myndigheders tilladelse til at passere Gibraltarstrædet og frem til Lissabon. Samtidig søgte den svenske gesandt i Berlin at få frit lejde til hjemrejsen fra Tyskland.
Jagerne sejlede fra La Spezia den 14. april og anløb Napoli dagen efter, den 15. april klokken 12.00. Besøget i Neapel blev gennemført som et officielt flådebesøg for at offentligt vise at jagerne nu sejlede under svensk flag. For besætningerne betød det at man efter det afsluttede installationsarbejde kunne gå i land som ved et normalt flådebesøg. På Patricia lastede man 30 nyindkøbte torpedoer og en større mængde reservedele til jagerne og de allerede leverede motortorpedobåde. En større mængde ammunition blev også lastet om bord på Patricia. Den 18. april forlod flådestyrken Napoli med Lissabon som næste planlagte bunkringsplads. Patricia sejlede forrest i formationen med 12 knob. Derefter fulgte HMS Puke med kommandørkaptajn Torsten Hagman som skibschef og styrkechef. Efter Puke kom HMS Psilander med kaptajn Agne Löfgren, HMS Romulus med kaptajn Rolf Ström, og sidst i formationen HMS Remus med kaptajn Edward Hamilton.
| Citat                                              | En måneds havneophold i Italien havde sat sig i os for livet. Vi rejste fra et smukt land med venlige mennesker. | Citat |
| Korporal Curt Lennerhed, skibsnummer 1 på Romulus. | |       |

Den 20. april meddelte den britiske marineattaché i Rom, at Admiralitetet garanteredeeskadren frit lejde på samme måde som det var sket for Boreland og Patricia. Tyskland anbefalede, at man sejlede igennem den engelske kanal, hvor tyskerne ud for Rotterdam ville kunne beskytte og eskortere fartøjerne sikkert hjem." Marinens ledelse meddelte dog den tyske repræsentation i Stockholm at jagerstyrken agtede at sejle via Irland og Færøerne til norskekysten og derfra videre til Gøteborg.

#### Kollision
Ved middagstid samme dag, den 20. april, fik Puke maskinhavari og gik ud af formationen uden at melde sine problemer til det næste skib i formationen, Psilander, som efterfølgende ramte Pukes hæk med sin stævn. Puke fik sin propelbeskyttelse revet af i kollisionen og skibet sprang læk. På Psilander havde nitter løsnet sig i stævnpladerne, hvilket også forårsagede en mindre læk. Da de vandtætte skotter kunne holde tæt kunne styrken fortsætte mod Cartagena i Spanien for reparation med 12 knob; her ankom man den 21. april.

### I Spanien og Portugal
I Cartagena arbejdede de spanske værftsarbejdere hurtigt og effektivt med reparationerne på trods af de omfattende ødelæggelser på det spanske orlogsværft efter borgerkrigen. Psilander skulle i tørdok for at blive repareret, mens Puke kunne repareres uden dokning. På grund af den uplanlagte ankomst til Cartagena blev en stor del af planen for den ellers hemmeligholdte hjemsejlads til Sverige kompromitteret. Efter skibenes forrådskamre var blevet fyldt, afgik jagerne den 26. april mod Lissabon, hvortil Patricia var sejlet i forvejen for at tage imod brændstof, man havde bestilt.
Under opholdet i Cartagena, den 23. april meddelte den italienske marinechef admiral Cavagnari, per telefon den svenske marineattaché i Rom, at styrken burde gøre sit yderste for at komme hurtigt hjem. "Det bør gøres hurtigere end tre uger, men pas på at tyskerne ikke skaber problemer for skibene i Kielerkanalen." Denne udtalelse er senere hen blevet tolket, som at admiralen var orienteret om Hitlers planer for felttoget i Vesteuropa i starten af maj.
| Citat                                      | Jeg plejede altid at lytte til de britiske radioudsendelser fra Malta og Gibraltar. Efter passagen af Gibraltarstrædet hørte jeg den britiske radiovært læse følgende meddelelse: "De jagere som Italien har udlånt til Sverige passerede i dag Gibraltar. De er nu på vej til Lissabon." Det var måske ikke så overraskende at høre radioværten sige "udlånt", men hvad der overraskede mig var den skarpe tone. | Citat |
| Fændrik John Rumenius, 3. officer på Remus | |       |

Da flådestyrken anløb Lissabon den 28. april og ankrede op på floden Tajo, var det oprindeligt planen at bunkre olie og ferskvand for efterfølgende at fortsætte til Cobhi Irland. Den forventede korte ventetid i Lissabon skulle dog komme til at vare en måned, da der intet brændstof var, kun ferskvand. De afsluttende reparationer af Pukes skader fra kollisionen i Middelhavet kunne foretages i havnens dok.
Jagernes hjemfærd blev nu fulgt nøje i London. I et memorandum til Søforsvarets Kommandoekpedition meddelte det svenske Utrikesdepartementet (UD):
| Citat                                                                   | Vores gesandt i London oplyser, at man i det britiske udenrigsministerium anbefalede, at jagerne blev beordret til at forblive i Lissabon, og at man under de nuværende forhold på det bestemteste måtte fraråde en hjemtransport af disse fartøjer. | Citat |
| Telegram fra UD til Sjöförsvarets kommandoexpedition den 29. april 1940 | |       |

Denne meddelelse nåede aldrig frem til kommandørkaptajn Hagman i Lissabon. Den 10. maj indledte Tyskland Fall Gelb og overskred grænserne til Nederlandene, Belgien og Frankrig på vestfronten. Dette betød at jagerne af sikkerhedshensyn ikke kunne sejle igennem den engelske kanal. Samtidig arbejdede man i Stockholm hårdt på at få brændstof frem til jagerne på anden vis, og den 15. maj kunne chefen for marinen (CM) meddele jagerstyrken, at et svensk tankskib ville ankomme til Lissabon inden fire til fem dage. Det svenske tankskib M/T Castor var blevet rekvireret og blev beordret til at slutte sig til jagerstyrken. Den 21. maj ankom Castor til Lissabon med 14.495 ton olie, hvoraf halvdelen var dieselolie. Desuden havde fartøjet mere end 1000 ton ferskvand i sine tanke, hvilket betød jagerne ville være mere eller mindre selvforsynende.
En række telegrammer blev sendt fra Marinechefen:
| Citat                                                                   | Tidsnummer 1400, den 24.5.40 Castor med last er overgået til staten. Kaptajn Juhlin er konstitueret reserveløjtnant. Orlogsflag. Indgår i din styrke. Afgang fra Queenstown snarest muligt. Meddel afgangstid. Tidsnummer 1109, den 26. maj 1940 Rederiet lover at meddele Castor at man skal skal melde sig under din kommando. Besætningen aflønnes på samme facon som på Patricia. Din styrke skal holdes samlet. Castor må ikke sendes bort fra styrken. | Citat |
| Telegram fra chefen for marinen til kommandørkaptajn Hagman i Lissabon. | |       |

Tankfartøjet var nu formelt orlogsfartøjet HM Transportfartyg Castor og kaptajnen John Juhlin blev samtidig udnævnt reserveløjtnant i marinen.
Den 26. maj forlod flådestyrken Lissabon, og den 27. maj ankom den till Vigo i Spanien, hvor Castor og Patricia bunkrede fuldt op. Her forlod de italienske fyrbødere og ingeniører også skibene, da de var blevet blev hjemkaldt til Italien. Den 10. juni gik Italien ind i krigen på aksemagternes side.
På trods af marinechefens gentagne instrukser om, at Castor skulle forblive en integreret del af styrken, betød fartøjets lave fart, cirka 8 knob, efter Hagmans overbevisning at brændstof og ferskvand ikke ville række til at nå til Cobh i Irland uden stop. Han lod derfor Castor sejle alene mod Cobh, mens jagerne og Patricia forlod Vigo i deres mest økonomiske fart, cirka 12 knob, i en stor bue ud i Atlanterhavet mod Cobh den 29. maj.

#### Castoranråbes
Castor blev eskorteret igennem det ubådshærgede område nær den spanske kyst og fik derefter ordre på, for egen hånd, at fortsætte mod Cobh. Ved middagstid den 30. maj blev Castor anråbt af et fransk bevogtningsfartøj. Selvom tankskibet havde dokumentation for at tilhøre Svenska marinen og førte orlogsflag, havde det ingen kanoner. Et orlogskib skulle have mindst én kanon, mente den franske skibschef. Kaptajn Juhlin var ganske vist løjtnant i marinen men bar ikke uniform. Alle disse faktorer gjorde franskmændene mistænksomme, og Castor fik ordre til at gå mod Casablanca, hvor disse uregelmæssigheder skulle udredes. Efter den svenske regering gik ind i sagen, blev tankskibet hurtigt frigivet og fik ordre på at mødes med jagerstyrken i Cobh.
I slutningen af maj og begyndelsen af juni gennemførte man den dramatiske evakuering af de cirka 300.000 britiske og franske soldater fra strandene ved franske Dunkerque over Den engelske Kanal. Dette betød, at det britiske admiralitet anviste styrken en ny og mere sikker rute længere ude i Atlanterhavet, som selv Castor skulle følge.
Ud for Irlands sydlige kyst den 1. juni observerede Patricia et periskop om styrbord, og samtlige skibe iværksatte øjeblikkeligt undvigemanøvrer. Jagerstyrken ankrede op i Cobh (Queenstown) den 2. juni. Igen havde man store problemer med at få brændstof. Men ved at bunkre fra Patricia ville jagerne have brændstof nok til at kunne nå Færøerne. De danske Færøerne var de facto besat af det britiske militær siden april 1940 efter Danmarks kapitulation. Men briterne erkendte ikke dette forhold officielt, da man så ville havde et ansvar for Færøernes sikkerhed og forsørgelse.Desuden kom der besked om, at 117 civile ville komme om bord på Patricia som passagerer. De fleste var tidligere ansatte i britiske virksomheder, der havde omlagt produktionen til krigsproduktion. Blandt passagererne var der adskillige unge kvinder, der havde arbejdet som au pair eller i serviceerhverv og nu ville hjem på grund af krigen. Selv søfolk fra sænkede britiske fartøjer, som eksempelvis S/S Foxen, var at finde blandt passagererne. Passagererne forventedes at ankomme i midten af juni og ventetiden for skibenes besætninger blev benyttet til velfærd og fysisk træning. Den 15. juni modtog Patricia sine civile passagerer og natten til den 16. juni forlod man Cobh med destination Færøerne.
Den 14. juni marcherede Værnemagten ind i Paris, og den 22. juni kapitulerede Frankrig. Det betød at Storbritannien stod alene mod den overvældende tyske krigsmaskine, og der var en voksende trussel om en invasion af de britiske øer. Den tyske krigsmarine havde tidligere mistet to af sine mest moderne jagere i slaget om Narvik den 10. og 13. april 1940, og briterne frygtede derfor at Tyskland skulle være fristet til at erobre de nye svenske jagere.

## Beslaglæggelsen

### Tirsdag den 18. juni
Ved dagens krigskabinetmøde i London meddelte ministeren for de britiske Dominions, at fire svenske jagere havde forladt Eire med retning mod Færøerne. Han forelagde krigskabinettet muligheden for at afskære de svenske skibe vejen ved ankomsten til Færøerne og bemægtige sig dem. Udenrigsministeren ville undersøge sagen nærmere.

### Onsdag den 19. juni
Da krigskabinettet trådte sammen igen, behandlede man gårsdagens forslag om at afskære jagerne vejen. Ministeren for Dominions mente at dette var et tidspunkt, hvor man kunne anvende "Angaryretten". Dette er en, i folkeretten fastlagt, rettighed for en krigsførende nation til at beslaglægge en neutral stats ejendom indenfor et område som det krigsførende land besidder eller har besat. Premierminister Churchill var af den opfattelse, at det var af største vigtighed at komme i besiddelse af jagerne; efterfølgende kunne man så undersøge hvilke forklaringer, der kunne benyttes for at retfærdiggøre beslaglæggelsen. Krigskabinettet udstedte en ordre til Admiralty om hurtigst muligt at sætte sig i besiddelse af jagerne.
I tæt tåge nærmede Patricia og jagerne sig tidligt om morgenen Færøerne på en nordlig kurs ved "lav-" til "halv kraft". Klokken 05.45 slog man "alle stop" og umiddelbart efter "alle fuld bak" på Psilander, da klippekysten nu var så nær at ekkoet fra skibets dampfløjte blev kastet tilbage. Fartøjerne vendte tilbage til søs og afventede, at tågen lettede, før man forsøgte at gå ind igen. Castor angav sin position via radio klokken 09.00 som værende cirka 120 sømil fra Færøerne, og at man forventede at være fremme ved styrken den efterfølgende morgen.
Den svenske konsul på Færøerne var ikke i forvejen blevet informeret om jagernes ankomst til øerne af de svenske myndigheder, men fik dog at vide at et større beløb var sat til hans disposition hos AB Färoya Banki til dækning af jagerstyrkens eventuelle lokale behov. Heller ikke den britiske repræsentant på Færøerne, "Naval Officer in Charge of Faroe Islands (NOIC)", Captain Crowther, var blevet informeret om jagernes ankomst, før han fik besked af den svenske konsul.
Efter tågen lettede op ad formiddagen begyndte jagerne og Patricia endnu en gang at bevæge sig ind mod Færøerne. De samlede en lods op, som førte dem til den lange og smalle Skálafjørður nær Torshavn. Ved 14-tiden om eftermiddagen havde Patricia fået anvist en ankerplads længst inde i fjorden, og jagerne havde ankret op i taktisk formation på linje, klar til afgang. I samme fjord ankrede et antal bevæbnede britiske trawlere (naval drifters) på hver side af jagerne. På land besatte britisk militær de små telefonstationer ud mod fjorden og beslaglagde kikkerter og fotografiapparater.
| Citat | Om bord på Patricia herskede et sandt had mod briterne. Jeg undrer mig over hvad alt dette betyder. Mange mennesker i London, mange fra informationsministeriet, fortalte mig inden jeg forlod landet, at briterne sikkert ville prøve at bemægtige sig jagerne, ellers ville tyskerne jo gøre det. De var jo stadigvæk italienske jagere og ikke svenske sagde man. | Citat |
| Dagbogsnotat af Maj Lorents, journalist og translatør, medlem af Tisdagsklubben og passager på Patricia. | |       |

For at spare på brændstoffet gav kommandørkaptajn Hagman orde til at slukke for kedlerne. Jagerne skulle bruge fire timer til at få kedlerne i kog igen og dermed være klar til afgang fra tidspunktet ordren blev givet. Desuden beordredes besætningen i kvartersvagt, hvilket betød at man ikke var i decideret kampberedskab.
| Citat                                         | Vi havde brændstof til cirka 20 timers sejlads ved 12 knob. Der var næsten intet ferskvand tilbage i tankene. Der var 320 bueminutter til nærmeste norske land. Hvis ikke Castor kom frem, var vores position ikke misundelsesværdig. | Citat |
| Rolf Karlsson, besætningsmedlem på Psilander. | |       |

| Citat                                 | Vi kunne bestille proviant, vi kunne dyrke velfærd, bade i de varme kilder og jeg ved ikke hvad. Det var naturligt, vi befandt os jo blandt venner. Mere betænksomme var vi ved den tyske side, men her havde vi ingen anelse. | Citat |
| Karl Uno Olsson, signalgast på Remus. | |       |

De tre britiske Tribal-klasse-destroyere HMS Maori (F24), HMS Tartar (F43) og HMS Mashona (F59) afsejlede fra den britiske flådestation Scapa Flow på Orkneyøerne klokken 19.30 med kurs mod Færøerne. De havde til opgave at opbringe de fire svenske jagere.

### Torsdag den 20. juni

#### Klokken 05.00
Tidlig morgen ankom Castor til Færøerne og fik ordre på at kaste anker cirka 10 sømil sydøst for Torshavn, cirka en halv times sejlads fra jagerne i Skálafjørður. Senere samme morgen ankom de britiske destroyere til Færøerne.
| Citat                                  | Det var grimt gjort af os og jeg havde en dårlig smag i munden mens det foregik. Vi gjorde klar til kamp, tog stålhjelme og redningsveste på og dampede ind i Skálafjørður hvor svenskerne lå ankret op. | Citat |
| Ludovic Kennedy, officer på HMS Tartar | |       |

Vagten på Remus, nærmest fjordens udmunding bemærkede nogle store britiske destroyere ankre op og nogle af de bevæbnede trawlere nærme sig de svenske jagere. Han vækkede den vagthavende officer (VO) og rapporterede situationen.

#### Klokken 07.15
En motorbåd overførte den britiske eskadrechef Captain C. Caslon, en Lieutenant-Commander (paymaster) som adjudant samt en civilperson til det svenske flagskib HMS Puke. Caslon fremførte mundtligt den britiske regerings krav om at overgive de svenske jagere. Begrundelsen for beslaglæggelsen var, at man fra engelsk side frygtede at jagerne skulle havne på tyske hænder, når de nærmede sig Sverige. Jagerne skulle ifølge de britiske krav rømmes indenfor to en halv time og besætningerne derefter overføres til Storbritannien og derfra transporteres hjem til Sverige. Patricia og Castor kunne fortsætte rejsen, men modstand fra jagerne eller forsøg på at sænke dem ville blive mødt med "passende konsekvenser". Alle radiosendere på de svenske fartøjer skulle straks plomberes og forsøg på at kontakte Sverige ville blive forhindret med vold.
Kommandørkaptajn Hagman afviste kravene og svarede spontant: "Vi kan gå i gang med at kæmpe klokken ni", eller alternativt sænke fartøjerne. Captain Caslon beklagede kommandørkaptajnens holdning og påpegede at det kun var et spørgsmål om at internere skibene samt at de ville forblive svensk ejendom.
Hagman krævede efterfølgende at få mulighed for at sætte sig i forbindelse med den svenske regering og udbede sig retningslinjer, men Caslon forklarede at man ville forhindre svensk brug af radiosystemet med vold om nødvendigt. Hagman ønskede at få den britiske regerings krav på skrift, hvorefter han ville svare på kravene skriftligt. Caslon gik med til at imødekomme denne forespørgsel og forlod efterfølgende Puke.

#### Klokken 08.00
Styrkechefen sendte besked fra Puke til de øvrige svenske fartøjer indenfor synsvidde: "Samtlige skibschefer skal møde på flagskibet indenfor 30 minutter". Ifølge det gældende marinereglement (RM II §56), kunne en styrkechef ved vigtige beslutninger sammenkalde sine skibschefer for rådslagning, som ville blive ført til protokol, men en eventuel beslutning var alene styrkechefens.

#### Klokken 08.06
Umiddelbart efter kom en ny besked: "Forbered rømning af jagerne".
| Citat                                             | Jeg havde noteret ordene "Forbered rømning af jagerne" ned, men nægtede at fatte indholdet. I øvelserne brugte vi altid sjove beskeder som alle afsluttedes med ordet "for øvelse" men her manglede de. I officersmessen mødte jeg skibschefen og VO. Da jeg læste signalet op for dem stirrede chefen vildt på mig | Citat |
| Korporal Curt Lennerhed, skibsnummer 1 påRomulus. | |       |

Kommandørkaptajn Hagman var velvidende om at HMS Psilander havde fået sit navn efter admiralen Gustav von Psilander, som i slaget ved Orford Ness i 1704 havde nægtet at vige tilbage for en stor engelsk overmagt. Mens han ventede på sine skibschefer tog han en beslutning om hvad han ville gøre.
| Citat                                                                             | Her har jeg en mulighed som ingen svensk officer har haft i 200 år, at slutte mig til Munthes "Svenske søhelte". Men jeg må se bort fra min personlige jagt efter hæder, for opgaven er nu at at få vores skibe tilbage igennem forhandlinger. | Citat |
| Kommandørkaptajn Hagman, refereret af løjtnant Bengt Hellsten, 1. officer påPuke. | |       |

#### Klokken 09.00
De britiske krav blev overgivet skriftligt. Som bilag vedlagde man "Angaryretten", der lovliggjorde at krigsførende lande har ret til på eget eller besat territorium at beslaglægge en neutral magts ejendom. Man anførte præjudikater fra den tysk-franske krig 1870-1871 og første verdenskrig, men ingen af disse eksempler var orlogsskibe. Ifølge de britiske krav ville eventuelle skader på jagerne, mens de var i britisk varetægt, blive erstattet.
| Citat                                     | Til skrivelsen havde man vedlagt et bilag som var et uddrag af noget som briterne kaldte Angaryretten. Hvad denne ret havde at gøre med et overgreb på orlogsfartøjer tilhørende et neutralt land kunne sandsynligvis kun Churchill forklare. | Citat |
| Fændrik John Rumenius, 3. officer påRemus | |       |

Efter at have gransket de skriftlige krav holdt skibscheferne rådslagning om bord på Puke. Styrkeforholdet var kraftigt i britisk favør. De britiske destroyere var undervejs og klargjort til kamp i klart skib (action stations). Hver af Tribal-destroyerne havde otte 12 cm-kanoner, fire styk luftforsvarskanoner og fire torpedorør. Desuden var der britiske "drifters" mellem de svenske jagerne samt stillinger i land.
På den svenske side havde fartøjerne en kritisk lav brændstof- og ferskvandsbeholdning, de var ankret op på linje. Remus to agterste 10 cm kanoner var de eneste, der havde frit skudfelt mod de britiske destroyere, og man ville først være i stand til at give ild efter et par timer, når kedlerne kunne producere elektricitet nok til, at man kunne benytte kanonerne. Hvis det lykkedes de svenske jagere at bryde ud af fjorden, ville de hurtigt løbe tør for brændstof og være nemme mål for den britiske Home Fleet. Desuden var Patricia også i skudlinjen, lastet med ammunition og over 100 civile om bord.
Valgte man at beskadige eller sænke egne skibe, ville det også opfylde briternes formål, at skibene ikke faldt i tyskernes hænder. Derudover ville man afskære den svenske regering for at fremsætte erstatningskrav for beslaglæggelsen af jagerne, da man havde beskadiget sine egne skibe. Desuden kunne det medføre alvorlige konsekvenser for Patricia og Castor med passagerer og dyrbar last af krigsmateriel og olie.

#### Klokken 09.20
Flere af Tribal-klasse jagerne begyndte at sejle ind og ud af fjorden.
I den tidligere rådslagning, skulle den yngste skibschef, Edward Hamilton på Remus, normalt give sin holdning til kende først, så han ikke lod sig påvirke af de ældre skibschefer. Samtlige skibschefer var dog enige med den unge chef om, at modstand var nyttesløs, og at situationen burde løses ved forhandlinger mellem de to landes regeringer. Kommandørkaptajn Hagman, som befandt sig i en for en svensk søofficer mærkelige situation alene at skulle tage en beslutning, som potentielt kunne få storpolitiske konsekvenser, skrev i sit svar til briterne, at han under de nærværende omstændigheder intet andet valg havde end at gå ind på de britiske krav. Han protesterede samtidig i de kraftigste vendinger mod hele situationen samt især den nægtede mulighed for at kontakte egen regering.
Inden svaret blev overleveret til briterne, havde man anmodet om at besætningerne kunne overføres til Patricia og Castor frem for at blive overført til Storbritannien som de oprindelige krav lød på. Anmodningen blev accepteret af briterne.
Efter mødet vendte skibscheferne tilbage til deres enheder og meddelte beslutningen til besætningerne. Efter britisk direktiv måtte kun personlige ejendele pakkes ned i besætningens køjesække. På styrkechefens ordre medbragte man desuden orlogsflag og kommandotegn (bortset fra de, der vejede på skibene), køjer, gasmasker med filtre og andet. En del udstyr blev kastet over bord, eftersom da besætningerne ikke ville overlade det til briterne. marketenderindholdet blev fordelt så retfærdigt som tiden tillod det.
| Citat                          | Chefen beordrede løjtnant Sölje til at dele whiskyen ud blandt vores kammerater. Han tog alle whiskyflaskerne frem og begyndte at dele ud, "to til hver sektion". Efter en tid spurgte chefen til sine flasker, hvorefter svaret fra løjtnanten lød: "Dem har jeg delt ud blandt besætningen." Efter en kort pause mens ansigtet begyndte at antage en blålig farve lød det: "Hvad i helvede mener De? Har De delt sprutten ud til besætningen? Det var jo os der skulle have det!". "Javel" sagde løjtnanten. | Citat |
| Einar Andersson, kok på Remus. | |       |

På trods af ordren fra styrkechefen om ikke at udøve sabotage eller aktiv modstand, da skibene stadig var at betragte som svensk ejendom, forekom enkelte episoder på besætningsmedlemmers eget initiativ. På Remus, som lå nærmest de britiske jagere, ønskede besætningen at gå i kamp på trods af overmagten, de måtte beordres til at lade være. I maskinrummet på Remus blev en række klikventiler, der skiftede mellem åben- og lukket position med en kvart omdrejning samt en del haner lukket tæt. Desuden blev flere flanger, det vil sige plader som stopper gennemløbet i en rørledning, monteret. Slagstiften til kanonerne blev fjernet og gjorde dermed artilleriet ukampdygtigt. På Romulus gjorde radiofolkene radiosenderen ubrugelig ved at ødelægge både slutrøret og reserverøret, ligesom de fjernede et skilt med teksten "Pericolo di Morte" (Livsfare) på radiostationen.

#### Klokken 11.00
Man benyttede tre drifters til at overføre besætningerne fra Puke, Psilander og Romulus til Patricia samt fra Remus til Castor. Rømningen blev ledet af NOIC, Captain Crowther. Rømningen var følelsesladet for jagerbesætningerne hvilket blev forstærket af en, i visse tilfælde, arrogant opførsel fra drifter-besætningerne.
| Citat                                      | Kanoner og maskingeværer bemandet og rettet mod os. Det agterste maskingevær var bemandet af et mand iført kokkehue, som truende svingede sit maskingevær frem og tilbage og grinede hånligt. I det øjeblik tror jeg vi alle var bitre, over at vi ikke kunne gøre modstand. | Citat |
| Fændrik John Rumenius, 3. officer på Remus | |       |

| Citat                                                                   | Den ene jagerbesætning efter den anden blev overført til Patricia. Vi stod en gruppe mennesker, passagerer af begge køn samt besætningsmedlemmer og kunne bevidne dette. En dame i gruppen foreslog, at vi skulle synge "Deutschland, Deutschland über alles", men en anden sagde "nej, det gør bare sagen værre end den er". Damen svarede: "Kan den blive det?" | Citat |
| Mats Wångbladh, Sømand af 2. klasse samt sanit på Psilander ogPatricia. | |       |

Efter de svenske besætninger havde forladt jagerne, kom de britiske besætninger om bord. Deres første handling var at hale de svenske orlogsflag og kommandotegn ned.

### Fredag den 21. juni
Klokken 09.00 ankom NOIC, Captain Crowther, på Patricia og meddelte, at fartøjet var frigivet til at forlade Færøerne. Ved 14-tiden lettede man anker og gik ud gennem fjorden med kurs mod den norske kyst. Da man nåede internationalt farvand, kunne man atter anvende skibets radioanlæg til at kontakte de svenske myndigheder.
I en række telegrammer informerede kommandørkaptajn Hagman chefen for marinen (CM) om situationen:
| Citat | 1510. I en situation hvor modstand var umulig, uden vand og olie, beslaglagde briterne med 4 tribal-destroyere vores jagerne på trods af alvorlige protester. Det har påhvilet briterne at informere Sverige om situationen ifølge folkeretten. 1515. Besætningerne med personlige ejendele er om bord på Patricia/Castor. Nu til søs i nærheden af Færøerne, kurs 82 fart 8 knob. Afventer instruktioner. 1520. Den eneste måde at komme i forbindelse på var at afgå Færøerne. Hvis beordret, returnerer vi til Torshavn, konsulen informerer at underbringelse af jagerbesætningerne i Torshavn er besværligt men ladsiggørlig. Briterne var ivrige for at få os væk, venter tydeligvis tysk angreb. Sent på aftenen kom svaret fra CM til Hagman: 2245. Returner til Torshavn. Eftersøg energisk jagerne. Den britiske regering har intet meddelt den svenske regering. | Citat |
|       | |       |

Patricia og Castor navigerede på den reciprokke kurs tilbage til Færøerne. Samtidig begyndte en diplomatisk telegramudveksling mellem Stockholm og London. Kabinettssekreterare Erik Boheman, som var budt på middag hos den britiske ambassadør i Stockholm, Victor Mallet, blev meget ophidset, og krævede at Mallet straks skulle telegrafere London og meddele, at jagerne uden tøven skulle frigives.

### Lørdag den 22. juni
De to svenske fartøjer vendte tilbage til Torshavn og ankrede op på den ydre red klokken 08.00. Den svenske vicekonsul på Færøerne meddelte, at jagerne var blevet flyttet til et for ham ukendt sted, hvilket han havde protesteret imod til den britiske konsul.
De diplomatiske forhandlinger fortsatte. Blandt andet havde den svenske ambassadør i London, Björn Prytz, en række samtaler med den britiske udenrigsminister Halifax. Prytz meddelte, at hvis briterne ville beholde jagerne, kunne tyskerne anklage den svenske regering for at tillade krænkelser af den svenske neutralitet og som en konsekvens deraf have en gyldig grund til at invadere Sverige. Prytz meddelte også, at jagernes rejseplan var blevet diskuteret i vid udstrækning med den britiske repræsentation i Stockholm, hvilket Halifax dog sagde, at han intet kendte til.

## Jagerne frigives
I løbet af de følgende dage indså man fra britisk side, at jagerne var ganske små og ikke særligt effektive. Man forsøgte derfor at koble en eventuelt frigivelse af jagerne som et punkt i forhandlinger om andre spørgsmål, eksempelvis muligheden for at udskyde et planlagt svenske flyindkøb i USA eller afbryde den planlagte tyske transittrafik. Ved det britiske krigskabinetmøde den 24. juni blev det besluttet at frigive jagerne.
Om aftenen den 25. juni meddelte NOIC at de svenske jagerne ville blive overladt til deres svenske besætninger. To af jagerne befandt sig i Kirkwall, og de to andre var på vej dertil. For at den langsomt sejlende Castor ikke behøvede at udsættes for unødig risiko i de farlige farvande omkring Orkneyøerne, overførte man Remus' besætning til Patricia. Ifølge et direktiv fra Marinchefen skulle de civile passagerer indkvarteres i Torshavn, men dette tillod de britiske myndigheder ikke. Med over 600 personer ombord på et fartøj, som var beregnet til 250,, afgik Patricia den 30 juni klokken 01.00 mod Kirkwall, og var fremme cirka klokken 23.
| Citat                                                                      | Det var tydeligt at der var antisemitiske holdninger om bord. Jeg sad ved et tilfælde og talte med en person, da en af officererne på Patricias kom forbi og sagde til mig at "her sidder man ikke og taler med tyske jøder, når jeg er i nærheden". | Citat |
| Maj Lorents, journalist, medlem af Tisdagsklubben og passager på Patricia. | |       |

Om formiddagen den 1. juli kunne styrkechefen sammen med skibscheferne og nøglebesætningsmedlemmer inspicere jagerne. Under rejsen mellem Færøerne og Kirkwall havde de fået adskillige skader. Dels på grund af de britiske besætningers betjening af skibenes uvante udstyr, dels på grund af svensk sabotage. Alt dette havde førte til gentagne maskinstop og bugseringer, alt sammen i hårdt vejr. På både Psilander og Romulus havde briterne tørkogt en kedel, som derved var blevet fuldstændigt ødelagt. På Romulus var brændstof ved et uheld blevet pumpet ud i forskellige gange og messeområder. Puke var beskadiget efter en kollision i forbindelse med bugsering og havde tabt et anker. Den britiske besætning lavede også slet skjulte hentydninger til skibets sødygtighed, når de omtalte skibets navn, Puke, som på engelsk, betyder opkast.
Fartøjerne var blevet plyndret for en del løsøre og værktøj. På Remus viste en liste over tabt inventar, at der blandt andet manglede 22 bordduge, 54 håndklæder, 53 fade, 77 kaffekopper og så videre i en lang liste. Alle tab, inklusive lønomkostninger for Patricia og Castors besætninger med mere, blev senere opgjort til 879.644 svenske kroner, hvilke blev betalt af briterne.
Jagerne blev den 2. juli overladt til sine svenske besætninger, som gjorde grundigt rent og udførte midlertidige reparationer af fartøjerne. Den 5. juli 02.00 forlod Patricia og jagerne Kirkwall for at sejle mod Færøerne. Castor blev mødt ved et rendevouz 40 sømil øst for øerne den samme dag. Styrken gik derefter i formation mod Norge med en fart på otte knob i rækkefølgen Puke, Psilander, Castor, Patricia, Romulus og Remus.
| Citat                                                                           | Da jeg havde gået vagt på broen i 27 timer i streg sendte kaptajn Juhlin igennem mig en semafor-besked hvor han udbad sig yderligere en signalgast. Svaret kom omgående: "Desværre har din nabos mark frostbid" efter et kendt digt (Högt bland Saarijärvis moar) af Johan Ludvig Runeberg. | Citat |
| Signalkorporal Gunnar Franzén på Romulus, under midlertidig tjeneste på Castor. | |       |

### Bombeangreb
Efter at have observeret flyvemaskiner både den 6. og 7. juli på lang afstand, kom skibene ud for den norske kyst, ved 6-tiden om morgenen den 8. juli, under angreb fra et britisk fly fra kystkommandoen, der kastede 4 bomber mod Castor. Bomberne ramte ikke, men slog ned på en afstand af 50-75 meter fra tankeren, som rapporterede at man ikke var blevet skadet. Angrebet skete ved en fejltagelse, og briterne undskyldte senere.
| Citat                          | Ikke fordi man holdt med tyskerne, men man mistede alt sympati for England. | Citat |
| Einar Andersson, kok på Remus. |                                                                             |       |

Efter at både Puke og Remus fjernede drivende hornminer, nåede styrken frem til Kristiansand om morgenen den 9. juli. De lokale myndigheder behøvede et par timer for at varsko kystvagten om den svenske flådestyrkes bevægelser, men da man endelig kom i havn, blev man pænt modtaget af de tyske myndigheder.
| Citat                   | Jeg blev hjerteligt modtaget hos dem, jeg helst ikke ville besøge, men dem som jeg troede var vores virkelige venner tog os på sengen og opfordrede os til at kapitulere. | Citat |
| Kommandørkaptajn Hagman | |       |

Om eftermiddagen fortsatte rejsen og om morgenen den 10. juli sejlede styrken ind i svensk territorialfarvand. Ved 17-tiden var jagerne fortøjet ved Nya Varvet i Gøteborg hvor de blev modtaget af chefen for marinen, Admiral Fabian Tamm. Han hilste fartøjer og besætninger velkommen hjem, men med en kølig undertone. Ved hjemkomsten var der ingen repræsentanter fra regeringen, hvilket statsminister Per Albin Hansson senere angrede.
| Citat                                              | Billedet blev formørket, da en bister admiral Tamm, chef for Marinen, kom ombord. Jeg havde tidligere tjenestegjort på admiralens kontor og havde en stor respekt for manden. Nu følte vi os ikke længere velkomne, og vi vidste at rejsen ikke var slut, og aldrig ville blive det. | Citat |
| Korporal Curt Lennerhed, skibsnummer 1 på Romulus. | |       |

## Efterspil
Efter ankomsten till Gøteborg afholdt man på chefen for flådens initiativ et indledende forhør af Hagman ved Krigsretten ved Västkustens marinkommando. På et spørgsmål fra forhørslederen om Hagman mente, at han opretholdt den "svenske flådes anseelse og det svenske flags, svarede han, at han i den konkrete situation havde handlet korrekt ud fra reglementerne og de manglende instruktioner.
Efter krigsretten trådte sammen den 6. august 1940, kom man frem til at Hagmans handlinger ikke kunne føre til ansvar for situationen, og at sagen ikke skulle gå videre til egentlig rettergang.
Ved forhøret spurgte anklageren, om det ikke var hensigtsmæssigt at lade de britiske destroyere affyre et eller andet skud og først derefter beslutte, om jagerne skulle overdrages. På det spørgsmål svarede Hagman, at han ufravigeligt måtte besvare ilden, hvis han blev beskudt, og derefter ville alle erstatningskrav være ugyldige. Derfor var det for Hagman uhyre vigtigt, at der ikke faldt et eneste skud.
På trods af at statsminister Per Albin Hansson personligt støttede Hagmans handlinger, fik Hagmans aldrig nogen formel oprejsning, eftersom han ikke blev officielt frifundet ved en domstol. Han betragtedes af mange som en forræder, der havde overgivet sine fartøjer uden kamp.
Kritikken fra den øverste flådeledelse lød også på, at Hagman havde frigjort Castor fra styrken ud for Vigo, i strid med admiralens direktiv om at lade tankskibet indgå i jagerstyrken. Dagen efter krigsretten havde afsluttet sin indledende udredning den 22. august 1940, udfærdigede chefen for kystflåden, kontreadmiral Gösta Ehrensvärd, en hemmelig ordre:
| Citat                                                   | Jeg forbyder enhver officer under min kommando at overgive sine officerer til en fremmed magt, hvad end grunden kan være. Troskab mod fanen er vigtigst af alt. | Citat |
| Chefen for Kystflåden, kontreadmiral Gösta Ehrensvärd " | |       |

En debat i pressen brød ud i forbindelse med krigsrettens afvisning af sagen, og de fleste aviser fordømte Hagmans handlinger. En kommentar var, at "tavshedspligten ikke gør brug af hjernen overflødig.". Bladene på den ekstreme venstrefløj og den for sine tyskvenlige holdninger kendte Östgöta Correspondenten var kritisk overfor Hagmans beslutning.
På britisk side har flere repræsentanter udtryk beklagelse over sagen om de beslaglagte jagere, som blev kaldt et "dirty trick" iværksat af Secret Intelligence Service. En højtstående civil embedsmand i Admiralty udtalte til daværende kontreadmiral Stig H. Ericson, at de britiske handlinger kun kunne forklares med den nervøse tilstand, som briterne befandt sig i samtidig med, at Admiralty lavede en meget beklagelig bommert. Churchill erkendte også senere overfor den svenske ambassadør Prytz i London, at Hagman greb "den svære og pinlige affære" an på beundringsværdig vis, og at han derved "sparede begge lande for meget besvær". Han nævnte også at "havde den svenske styrkechef været en brite i en tilsvarende situation, var han blevet tildelt en høj anerkendelse for at udtrykke landets taknemmelighed og beundring.".
Episoden betød at det allerede tyskvenlige svenske officerskorps blev decideret fjendtligt indstillet mod Storbritannien i almindelighed og især mod Royal Navy. Dette kom til at volde briterne store problemer senere omkring de i Sverige internerede norske kvarstadskibe, Operation Rubble og Operation Performance.
I forordet til jubilæumsskriftet for 50-års jubilæet for Italien-ekspeditionen i 1990 lovpriste daværende chef for marinen viceadmiral Bengt Schuback, kommandørkaptajn Hagmans handlinger og gav ham posthum æresoprejsning.
| Citat                                                                                                 | De andre alternativer, at sænke sine fartøjer, at optage en håbløs og blodig kamp ville have spoleret hovedopgaven, nemlig at føre jagerne til Sverige. Det ville også betyde tab af svenske menneskeliv og muligvis også have trukket Sverige ind i krigen. Vort folk, og specielt styrkens besætninger, har alle grund til at være taknemmelige for kommandørkaptajn Hagmans kloge beslutninger i denne svære situation som kunne have endt meget skidt. | Citat |
| Chefen for Marinen, viceadmiral Bengt Schuback I forordet til jubileumsskriftet "Jagarköp under krig" | |       |

## Om kilderne
Flere af kilderne nævner en fjerde Tribal-klasse destroyer ved Færøerne, ud over de tre navngivne. Derimod nævner ingen af kilderne hvilken destroyer det kunne være. Et rygte på Romulus lød på at også slagskibet HMS Rodney var til stede udenfor pynten ved Skálafjørður.

### Trykte kilder
- Barker, Ralph (1976). The blockade busters. Lund: Rabén & Sjögren. ISBN 91-29-47167-2.Libris 7233733
- Fontander, Björn (2006). De onda åren: Sverige 1940-1945. Stockholm: Carlsson. ISBN 91-7203-784-9.Libris 10166527
- Nilsson, Bengt (december 2000). "Sven Hedin och Torsten Hagman : Psilander som förebild under 1900-talet". Hentet 2011-01-07.
- Lundberg, Lennart (2012). Svenska öden under andra världskriget. Stockholm: Instant Book. ISBN 978-91-86939-20-5.Libris 12339211
- Rumenius, John (1976). "Klart skepp för minfällning" : en reservfänrik berättar från beredskapsåren i flottan 1939-1940. Stockholm: Lindfors. ISBN 91-7268-044-X.Libris 7630300
- Smith, Gordon (2011). "Naval events, June 1940, Saturday 15th - Friday 21st". Hentet 2011-01-07.
- Strömbäck, Stig; Jahr, Erik; Lilja, Nils-Hugo (1990). Jagarköp under krig : dramatisk hemfärd med Italien-jagarna. Stockholm: Jubileumskomm. för 1940-års Italienexpedition. ISBN 91-87072-07-6.Libris 936771